# L. C. Robinson
Louis Charles „Good Rockin“ Robinson (* 13. Mai 1914 in Brenham, Texas; † 26. September 1976 in Berkeley, Kalifornien) war ein US-amerikanischer Blues-Sänger, Gitarrist und Fiddle-Spieler.

## Biografie
Robinson wurde 1914 in Brenham, Texas, geboren. Mit neun Jahren erlernte er das Gitarrespielen; vermutlich wurde er von Blind Willie Johnson auf der Slide-Gitarre unterrichtet. Später kam er durch den Western-Swing-Musiker Leon McAuliffe zum Spiel auf der Steel-Gitarre; er wurde auch ein versierter Fiddle-Spieler, der Sugarcane Harris unterrichtete. Um 1939 ging Robinson nach San Francisco, wo er oft mit seinem Bruder, dem Mundharmonikaspieler A. C. Robinson, auftrat. In den 1940er Jahren machten die beiden als The Robinson Brothers Aufnahmen.
L. C. Robinson machte in den frühen 1950er Jahren Aufnahmen für Rhythm Records, in den 1960er Jahren für World Pacific Records, und in den 1970er Jahren für Arhoolie Records. Er begleitete auch Mercy Dee Walton und John Lee Hooker bei Aufnahmen.
Oakland Blues, ein Studioalbum von L. C. Robinson, Lafayette Thomas und Dave Alexander, erschien 1968 bei World Pacific Records. 1971 folgte das Album Ups and Downs bei Arhoolie Records, auf dem Robinson von der Band von Muddy Waters und dem Dave Alexander Trio begleitet wurde. Diese Aufnahmen wurden 1996 mit bis dahin unveröffentlichtem Material unter dem Titel Mojo in My Hand neu aufgelegt.
Robinson spielte 1973 und 1974 auf dem San Francisco Blues Festival. Im Jahr darauf trat er in Schweden auf. Er starb 1976 im Alter von 61 Jahren in Berkeley, Kalifornien, an einem Herzinfarkt.